# Colletes nitidicollis
Colletes nitidicollis är en biart som beskrevs av Heinrich Friese 1900. Colletes nitidicollis ingår i släktet sidenbin, och familjen korttungebin. Inga underarter finns listade i Catalogue of Life.